# Playa de Las Lapas
La playa de Las Lapas (en gallego: As Lapas) es una pequeña playa urbana de la ciudad de La Coruña (Galicia, España), situada al pie de la Torre de Hércules. Tiene la distinción de bandera azul.
Dispone de duchas, aseos, aparcamiento y, durante el verano, servicio de vigilancia, primeros auxilios y gestión ambiental ISO 14001.
Se puede llegar a la playa con las líneas de autobús 3A y 5.